# Stephen Moyer
Stephen Moyer (Brentwood, Essex, Inglaterra; 11 de octubre de 1969) es un actor británico, conocido por su papel de Bill Compton en la serie de HBO True Blood.

## Biografía

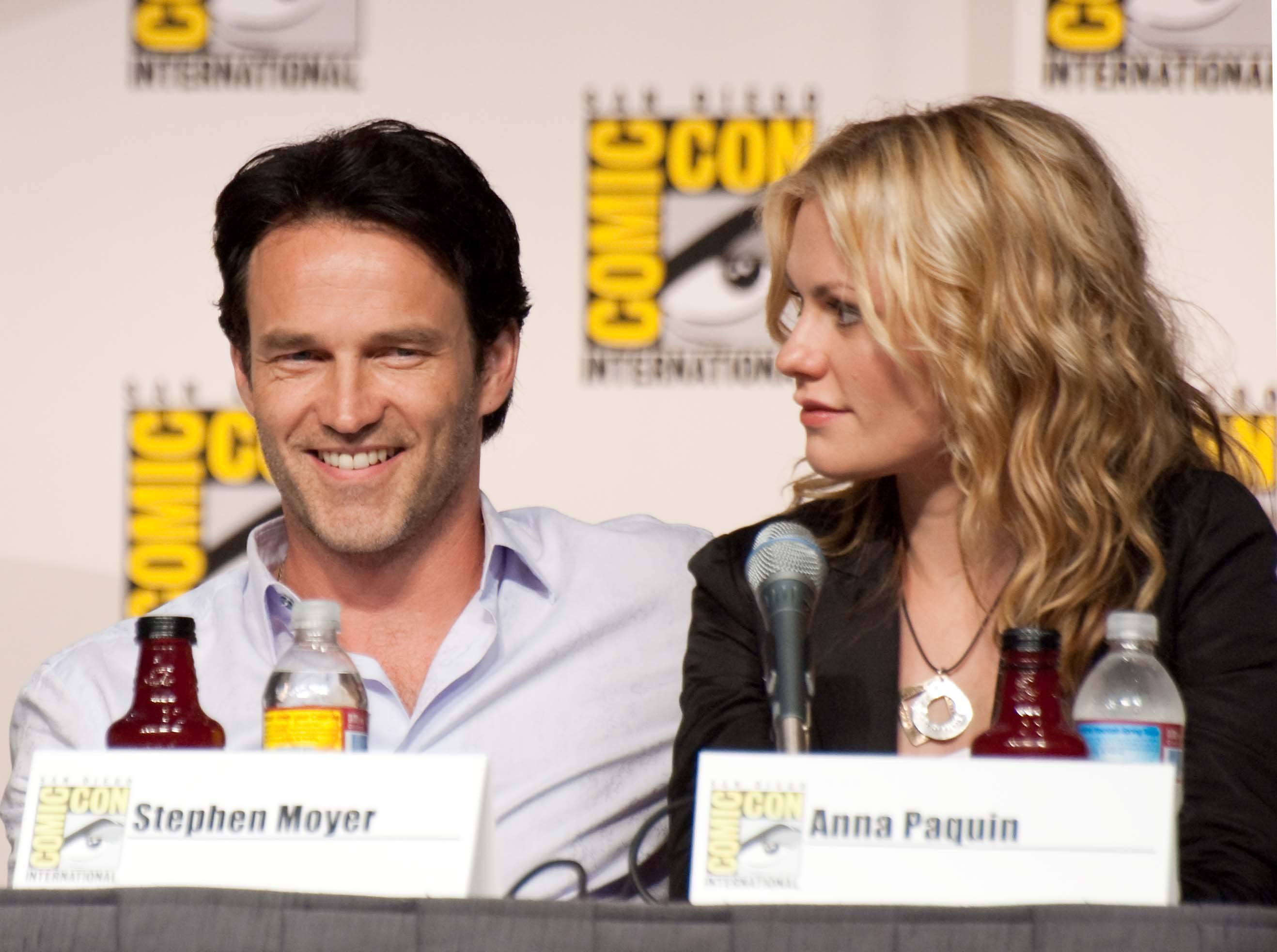
Moyer junto a su esposa, Anna Paquin.

Estudió en la Escuela San Martín y se graduó en la London Academy of Music and Dramatic Art.
Se convirtió en el primer patrocinador del teatro Brentwood en octubre de 2007.
Tiene dos hijos nacidos de dos relaciones anteriores; Billy (2000) y Lilac (2002), esta última es hija de la escritora británica Lorien Haynes con la que rompió su relación en 2006.
En febrero de 2009, Stephen Moyer confirmó que estaba saliendo y viviendo con Anna Paquin, su compañera en True Blood, desde que grabaron el episodio piloto en la primavera de 2007. A principios de agosto de 2009 anunciaron que estaban comprometidos para finalmente casarse en Malibú el 21 de agosto del siguiente año. La pareja tuvo en 2012 mellizos un niño y una niña. Actualmente Stephen reparte su tiempo entre Los Ángeles, donde trabaja y vive con su mujer, e Inglaterra, donde viven sus hijos.
En enero de 2010 la revista GQ británica le nombró el número 41 de los 50 hombres mejor vestidos de 2009.

## Trayectoria profesional

### Actor
En 2007, después de más de una década trabajando en cine y televisión, Stephen Moyer tenía la intención de abandonar la interpretación para centrarse en la docencia ya que después de tanto tiempo no había conseguido el papel que tanto ansiaba y estaba pasando mucho tiempo lejos de sus hijos. Fue entonces cuando su agente le envió el guion de True Blood. En un principio a Stephen no le atrajo que fuera sobre una serie de vampiros pero cuando le dijeron que se trataba del nuevo trabajo de Alan Ball decidió darle una oportunidad y lo leyó. Se quedó tan impresionado que ese mismo día grabó su audición en vídeo y la envió, poco después estaba volando hacia EE. UU. para hacer la prueba para el papel de Bill Compton que terminó interpretando.
A raíz de True Blood, Stephen se ha hecho un nombre en Hollywood y ha conseguido numerosos papeles. En el descanso entre la segunda y la tercera temporada de la serie, verano de 2009, participó en los rodajes de Priest, The Caller, Ice y Master Class. Esta última película fue dirigida por Faye Dunaway y se basaba en la obra teatral de mismo nombre sobre María Callas pero, pese a que la película llegó a grabarse, a lo largo del proceso de posproducción se encontró con serios problemas causados por falta de financiación, provocando la desaparición de la película.
En junio de 2010 se anunció que ese mismo verano participaría en The Double junto a Richard Gere y el año siguiente filmaría el thriller indie Evidence y la película de terror The Barrens. Después vendría Devil's Knot
Una vez terminada la serie True Blood, Stephen enlazó proyectos como la miniserie Killing Jesus, donde interpreta a Poncio Pilato, y las películas Concussion, Juveniles y Detour. En febrero de 2015 fue seleccionado para el reparto de la nueva serie de Kurt Sutter, un drama medieval llamado The Bastard Executioner, donde interpretaría a Milus Corbett, el confidente y compañero de armas del protagonista.

### Productor
En 2010 se aventuró por primera vez en el mundo de la producción fundando la productora SCAMP junto a Cerise Hallam Larkin, Mark Larkin y su esposa Anna Paquin. La primera película de la productora será la cinta Free Ride que Anna también protagonizará. En 2012 la productora cambió su nombre a CAMS Films y añadió a sus proyectos Spitfire, la adaptación de la novela The Pink Hotel, y el corto Civilianaire Boys’ Club, siendo Anna la directora de la segunda.

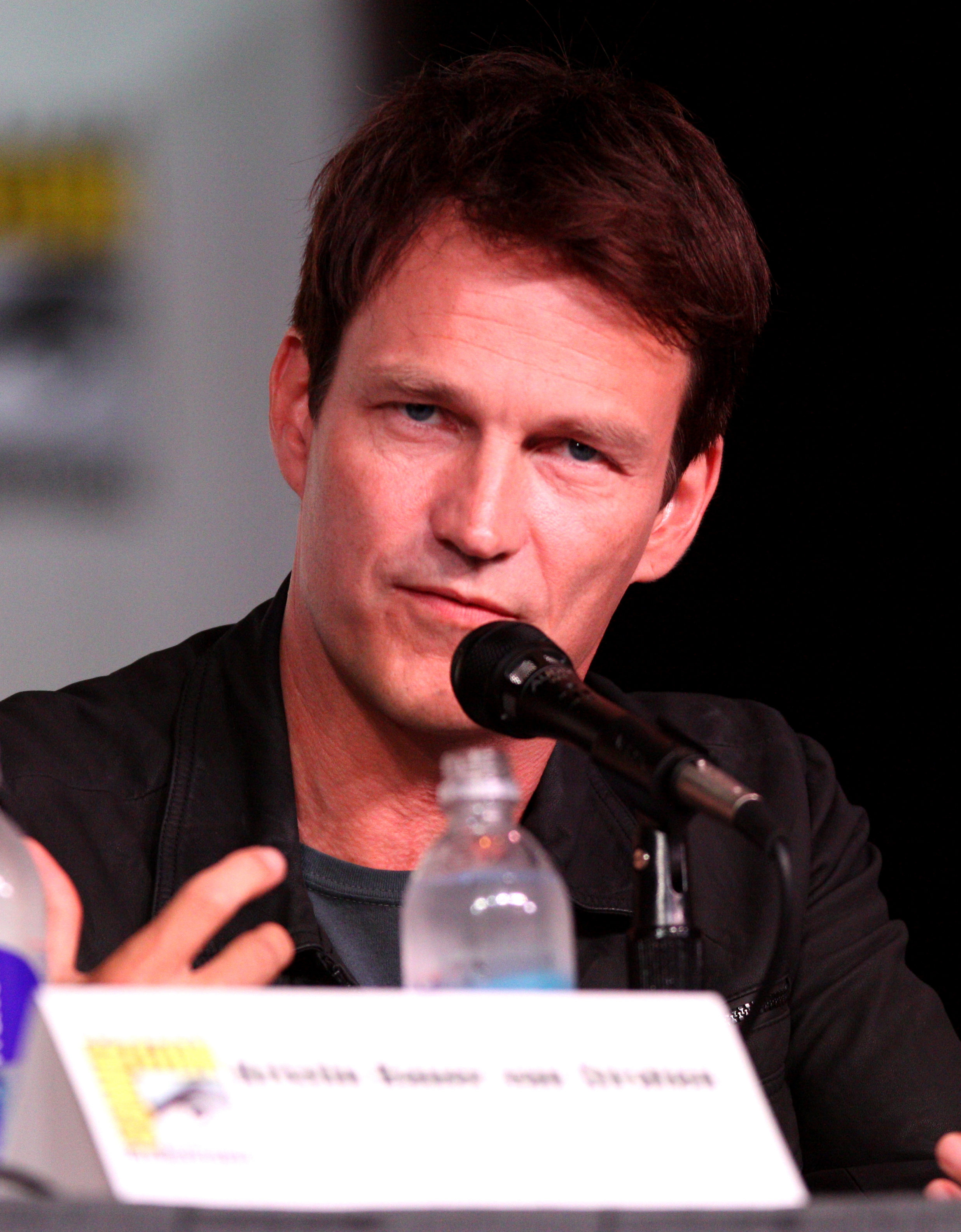
Moyer en la Comic-Con

Mientras promocionaba Free Ride en la edición de 2013 del Hamptons International Film Festival, Stephen Moyer mencionó que la compañía también había adquirido los derechos del libro Lonely Werewolf Girl de Martin Miller, y de dos guiones: un drama sobre el suicidio llamado Columbia, que él dirigirá, y Twinkle, una comedia donde interpretar´a un jugador de hockey borracho que se convierte en profesor de ballet para niñas de 6 años.
En mayo de 2014 se anunció que CASM Films acababa de firmar un acuerdo de 2 años con la HBO para desarrollar series y películas. Al año siguiente The Wrap anunció en exclusiva que estaban en marcha el primer proyecto de dicho acuerdo. Se trata de una miniserie, desarrollada en colaboración con Jack Black, que adapta la novela de Kate Manning My Notorious Life. Será renombrada como Madame X y en ella Anna Paquin interpretará a una comadrona y defensora del aborto que escandaliza a la sociedad del Nueva York del siglo XIX

## Filmografía

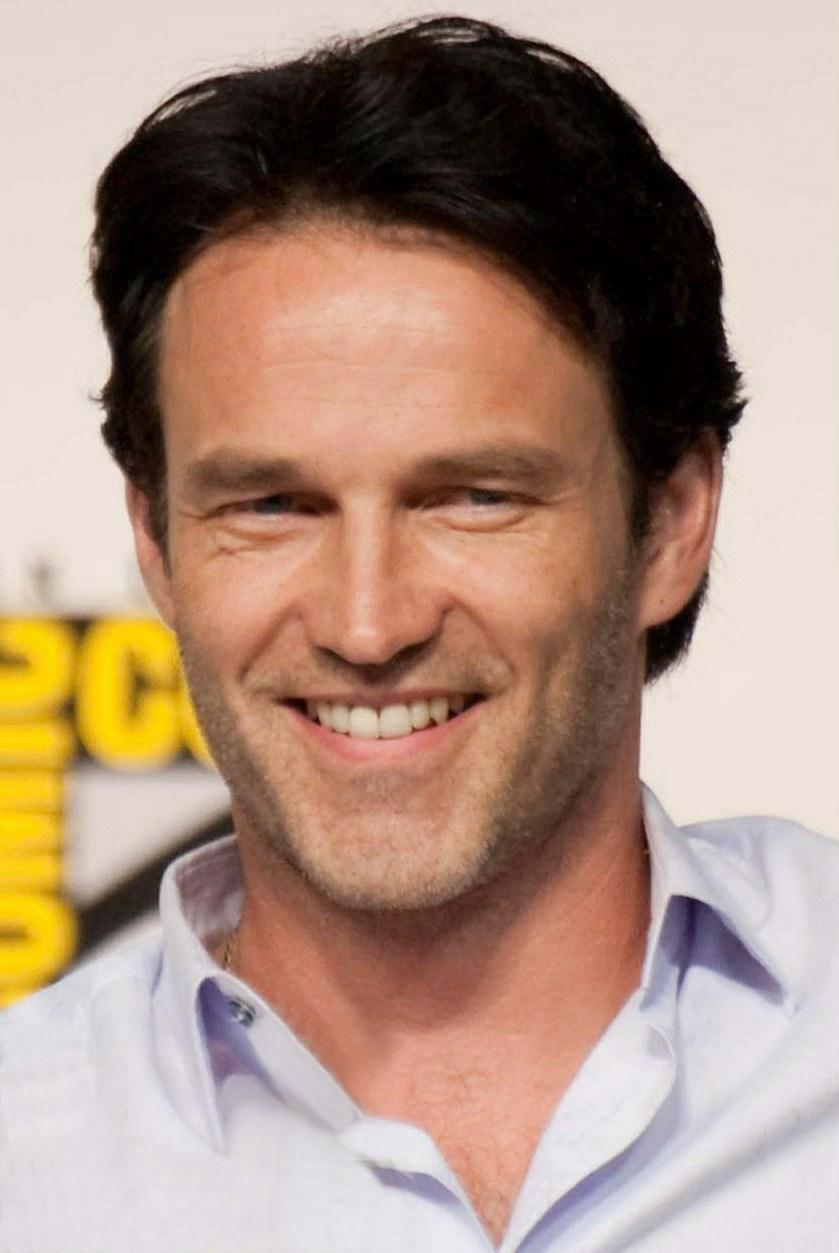
Stephen Moyer en la Comic-Con.

### Cine
| Año  | Título original                | Personaje             | Notas    |
| ---- | ------------------------------ | --------------------- | -------- |
| 1997 | Prince Valiant                 | Prince Valiant        |          |
| 1998 | Comic Act                      | Danny                 |          |
| 2000 | Quills                         | Prouix, the Architect |          |
| 2001 | Men Only                       | Jason                 |          |
| 2003 | Trinity                        | Brach                 |          |
| 2004 | Deadlines                      | Alex Randal           |          |
| 2005 | Undiscovered                   | Mick Benson           |          |
| 2007 | 88 Minutes                     | Guy LaForge           |          |
| 2007 | Alternate Endings              | Editor                |          |
| 2008 | Restraint                      | Andrew                |          |
| 2010 | Open House                     | Josh                  |          |
| 2011 | Priest                         | Owen Pace             |          |
| 2011 | The Caller                     | John Guidi            |          |
| 2011 | The Double                     | Brutus                |          |
| 2012 | The Barrens                    | Richard Vineyard      |          |
| 2013 | Evidence                       | Detective Reese       |          |
| 2013 | Devil's Knot                   | John Fogleman         |          |
| 2015 | Concussion                     | Ron Hamilton          |          |
| 2016 | Detour                         | Vincent               |          |
| 2017 | The Hatton Garden Job          | Marcus Ford           |          |
| 2018 | Juveniles                      | Ben                   |          |
| 2018 | The Parting Glass              | —                     |          |
| 2019 | Godzilla: King of the Monsters | Fighter Pilot         |          |
| 2020 | G-Loc                          | Bran                  |          |
| 2021 | After We Fell                  | Christian Vance       |          |
| 2021 | Last Survivors                 | Troy                  |          |
| 2022 | After Ever Happy               | Christian Vance       |          |
| 2023 | After Everything               | Christian Vance       |          |
| 2024 | A Bit of Light                 | N/A                   | Director |

### Televisión
| Año       | Título original                               | Personaje              | Notas                                                  |
| --------- | --------------------------------------------- | ---------------------- | ------------------------------------------------------ |
| 1993–1994 | Conjugal Rites                                | Philip Masefield       | 13 episodios                                           |
| 1995      | Castles                                       | Martin Franks          | 16 episodios                                           |
| 1996      | Lord of Misrule                               | Olly                   | Película para TV                                       |
| 1996      | Cadfael                                       | Godwin                 | Episodio: "A Morbid Taste for Bones"                   |
| 1997      | A Touch of Frost                              | D.C. Burton            | Episodio: "Penny for the Guy"                          |
| 1997      | The Grand                                     | Stephen Bannerman      | 8 Episodios                                            |
| 1998      | Ultraviolet                                   | Jack Beresford         | Episode: "Habeas Corpus" Episodio: "Persona Non Grata" |
| 1999      | Highlander: The Raven                         | Jeremy Dexter          | Episodio: "Thick as Thieves"                           |
| 1999      | Midsomer Murders                              | Christopher Wainwright | Episodio: "Death in Disguise"                          |
| 1999      | Life Support                                  | Dr. Tom Scott          |                                                        |
| 1999      | Cold Feet                                     | Nick Marsden           | Episodio: 2.5                                          |
| 2000      | The Secret                                    | Marcel Birkstead       | Película para TV                                       |
| 2000      | Sunburn                                       | Trevor Watts           | Episodio: N.º 2.1                                      |
| 2000      | Peak Practice                                 | Chris Rhodes           | Episodio: "Hit and Run"                                |
| 2001      | Princess of Thieves                           | Prince Philip          | Película para TV                                       |
| 2001      | Men Only                                      | Jason                  | Película para TV                                       |
| 2001      | Rebelión en Polonia - Sublevación en el gueto | Simcha Rotem           | Película para TV                                       |
| 2002      | Menace                                        | Mark                   | Película para TV                                       |
| 2003      | Perfect                                       | Mark                   | Película para TV                                       |
| 2003      | Entrusted                                     | David Quatermain       | Película para TV                                       |
| 2004      | NY-LON                                        | Michael Antonioni      | 7 Episodios                                            |
| 2004      | The Final Quest                               | Young Danny Duke       | Película para TV                                       |
| 2005      | Waking the Dead                               | Steven Hunt            | Episodio: "Undertow: Parte 1"                          |
| 2006      | Casualty                                      | Dr. Mark Ellis         | Episodio: "Waste of Space"                             |
| 2007      | Lilies                                        | Mr. Brazendale         | 8 Episodio                                             |
| 2007      | The Starter Wife                              | Sam                    | 6 Episodio                                             |
| 2007      | Empathy                                       | Jimmy Collins          | Película para TV                                       |
| 2008–2014 | True Blood                                    | Bill Compton           |                                                        |
| 2010      | Ice                                           | Peterson               | 4 episodios                                            |
| 2010      | Phineas and Ferb                              | Jared (voz)            | "The Curse of Candace"                                 |
| 2012      | Jan                                           | Gery                   | 15 Episodios                                           |
| 2013      | The Sound of Music Live!                      | Georg von Trapp        |                                                        |
| 2015      | The Bastard Executioner                       | Milus Corbett          |                                                        |
| 2016      | Shots Fired                                   | Officer Breeland       |                                                        |
| 2017-19   | The Gifted                                    | Reed Strucker          | Principal                                              |
| 2020      | Fortunate Son                                 | Vern Lang              | Serie, 8 episodios                                     |
| 2024      | Sexy Beast                                    | Teddy Bass             | Personaje principal                                    |

## Reconocimientos

### Premios
- 2009 - Scream Awards: Mejor actor en una película de terror o serie por True Blood[12]
- 2009 - Satellite Awards: Premio especial al mejor elenco por True Blood[13]
- 2010 - Scream Awards: Mejor escena Holy Shit! para cuando Bill y Lorena se acuestan por True Blood[14]
- 2011 - Premios Saturn: Mejor actor por True Blood[15]

### Nominaciones
- 2009 - Teen Choice Awards: Estrella masculina de televisión por True Blood
- 2010 - Premios del Sindicato de Actores - Mejor reparto de televisión - Drama por True Blood compartido con Anna Paquin, Chris Bauer, Mehcad Brooks, Anna Camp, Nelsan Ellis, Michelle Forbes, Mariana Klaveno, Ryan Kwanten, Todd Lowe, Michael McMillian, Jim Parrack, Carrie Preston, William Sanderson, Alexander Skarsgård, Sam Trammell, Rutina Wesley y Deborah Ann Woll
- 2010 - Premios Saturn: Mejor actor de televisión por True Blood
- 2010 - Teen Choice Awards: Estrella masculina de televisión por True Blood
- 2010 - Scream Awards:
  - Mejor actor de terror por True Blood
  - Mejor reparto por True Blood
- 2010 - Satellite Awards:Mejor actor de dramático por True Blood[16]